# По ту сторону чёрной радуги
«По ту сторону чёрной радуги» (англ. Beyond the Black Rainbow) — канадский независимый научно-фантастический фильм режиссёра-дебютанта Паноса Косматоса, снятый в ретро-футуристическом стиле. Премьера состоялась в 2010 году на Whistler Film Festival. Также в 2011 году фильм был показан на кинофестивале «Трайбека» в Нью-Йорке и на международном кинофестивале «Фантазия» в Монреале.

## Сюжет
В 1960-х годах учёный Меркурио Арбория основал Институт Арбории, исследовательский центр в духе Нью-Эйдж, посвящённый поиску примирения между наукой и религией, позволяя людям переходить в эпоху вечного счастья. В 1983 году главой Института стал его протеже, Барри Найл. Внешне очаровательный и отличный учёный, Барри страдает от расстройства психики и удерживает в Институте девушку Елену. Она демонстрирует некие парапсихологические способности, которые Найл подавляет, используя большое светящееся устройство в форме призмы.
В попытке понять, какими способностями обладает Елена, доктор Найл ежедневно проводит с ней сеанс терапии, которая принимает форму допросов, в течение которых Елена, общаясь с доктором посредством телепатии, требует увидеть своего отца. Ночью Елену держат в ярко освещённой, совершенно белой комнате с телевизором. Найл же проводит ночи у себя дома, где живёт вместе с женой Розмари, послушной, робкой женщиной, которая находится словно в состоянии постоянного оцепенения.
Пытаясь вызвать эмоциональный отклик у Елены, Найл говорит ей о её умершей матери, которую называет «прекрасной» и «желанной». Затем он намекает, что фотография её матери может быть в её комнате. Позже девушка обнаруживает фото под кроватью. Вечером того же дня медсестра Марго, работающая с Еленой, случайно обнаруживает заметки Найла о Елене, где содержатся изображения женских половых органов. Марго понимает, что Найл сексуально одержим своей подопытной, и возвращает заметки на место. Барри узнаёт об этом, так как находит рядом со своими записями пепел от сигареты медсестры.
На следующий день Барри посылает Марго проверить комнату Елены, так как, по его словам, девушка прячет что-то запрещённое. Медсестра находит фотографию и уничтожает её, за что Елена с помощью телекинеза убивает её. За происходящим наблюдает радостный и заинтригованный Барри Найл. Он позволяет ей покинуть камеру, но когда она выходит в коридор Института, активирует устройство-призму, и девушка начинает биться в конвульсиях и падает на пол. Затем Найл нажимает на большую жёлтую кнопку. Над призмой образуется облако дыма, после чего появляется некая фигура в красном костюме, обозначенная в фильме как Сентионавт (англ. Sentionaut). Он делает Елене инъекцию при помощи шприца и уходит. Девушка вновь оказывается в своей комнате.

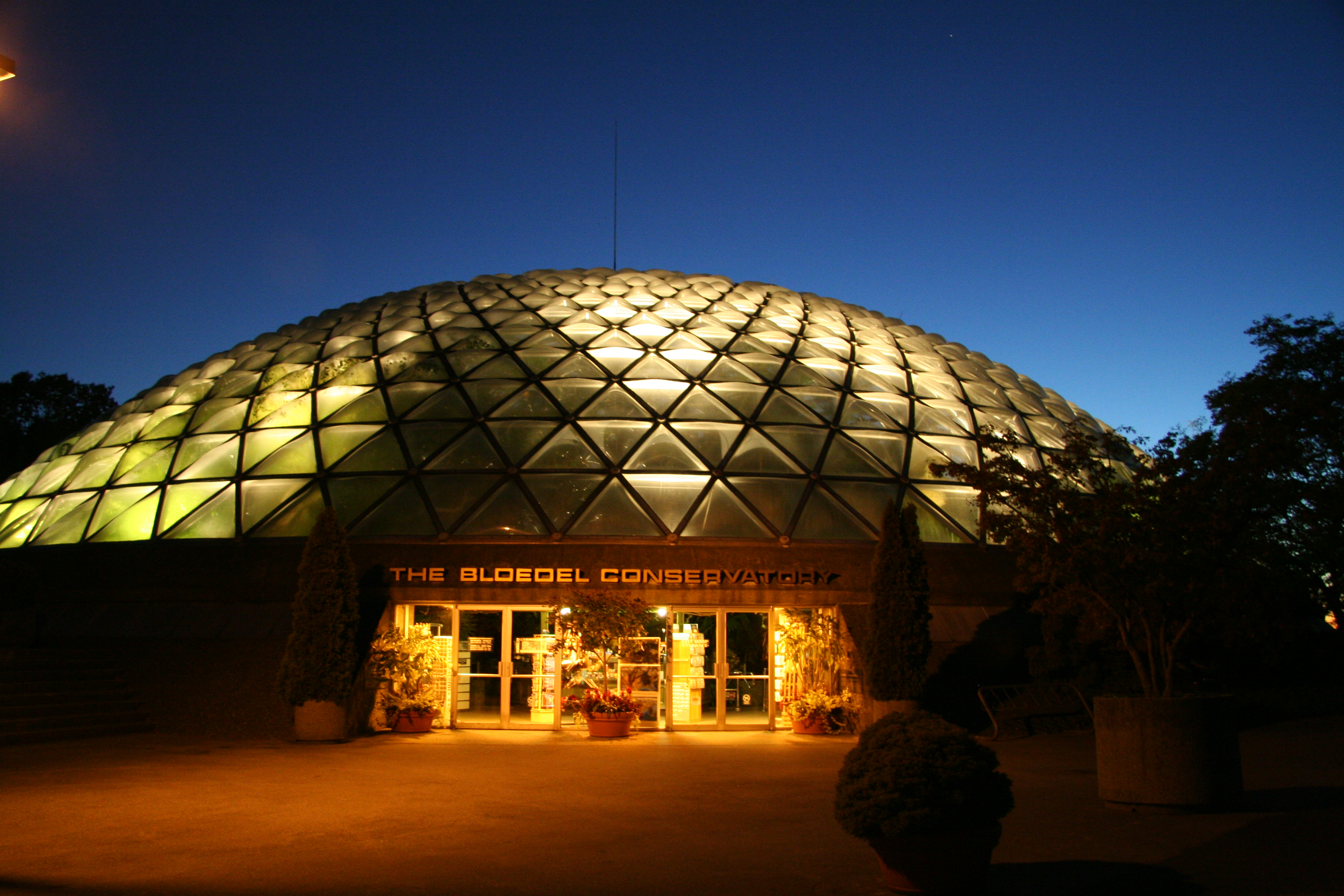
Фасад и внутренние помещения «Цветочной Консерватории Бледел» были использованы в фильме в качестве здания Института

Барри навещает Меркурио Арборию, который находится в комнате на одном из этажей Института и, судя по всему, не знает, чем занимается его протеже, либо же ему это безразлично. Доктор теперь уже немощный старик, который сидит перед экраном и просматривает на нём видеозаписи с изображениями природы, говоря, что это помогает ему «вспоминать беззаботное время». Затем действие переносится в 1966 год, где показывается, как Барри Найл участвует в эксперименте Меркурио, целью которого является постижение трансцендентности. На язык Барри с помощью пипетки закапывают какое-то вещество (предположительно ЛСД) после чего его тело погружается в чан с тёмной жидкостью, который играет роль камеры сенсорной депривации, где он наблюдает жуткие видения, из-за чего сходит с ума. Он набрасывается на женщину, наблюдавшую за экспериментом, и убивает её. При этом совершенно невозмутимый доктор Арбория погружает в чёрную жидкость и грудного ребёнка. Вскоре выясняется, что этим ребёнком была Елена, а погибшая женщина — её матерью и женой Меркурио.
Действие возвращается в настоящее. Доктор Арбория просит Барри вколоть ему обезболивающее и спрашивает, как поживает Елена. Барри отвечает, что с ней всё хорошо, после чего делает укол, включает фильм о Гавайских островах на VHS-кассете и уходит. Через некоторое время доктор Арбория умирает от передозировки лекарств. За этим следует сцена в доме Барри: оказывается, что он маскирует отсутствие волос и цвета глаз при помощи парика и особых контактных линз. Барри показывается своей жене в своём истинном облике, чему она не удивляется, поскольку знает, как он выглядит. Он сообщает Розмари, что побывал в другом мире, где повстречал Глаз Божий. Барри сравнивает красоту этого мира с чёрной радугой и говорит, что Глаз выбрал его. Найл раздавливает голову жены и едет на машине в Институт.
Тем временем Елена решается совершить побег. На пути ей встречаются «мутанты» - подобные зомби существа, которые тоже были объектами исследований учёных Института, и одинокий Сентионавт. Вместо того, чтобы захватить девушку, он снимает перед ней маску, под которой оказывается искажённое детское лицо. В конце концов Елене удаётся выбраться на волю.
Найл обнаруживает пропажу девушки и отправляется на её поиски. С собой он берёт кинжал, который называет «Слезой Дьявола» (англ. The Devil's Tear-Drop). Он попадает на поляну в лесу, где двое парней пьют пиво, курят марихуану и слушают металл. Тощий парень в очках отходит справить нужду. Внезапно появившийся Найл убивает его ударом кинжала в горло. Затем Барри подкрадывается к толстому парню, сидящему у костра, и приставляет к его шее кинжал. Он настаивает на том, что толстяк изнасиловал Елену, и затем вонзает клинок ему в рот.
Барри находит Елену в поле. Он говорит ей, как красиво она выглядит, когда спит, и просит пойти с ним. Елена телекинезом останавливает Барри, который пытается к ней подойти, в результате чего тот падает и смертельно ударяется головой о камень. Елена идёт в сторону небольшого городка, где в одном из домов виден свет телевизора. В сцене после титров камера фокусируется на экшен-фигурке Сентионавта, которая, произнося слова в обратном порядке, говорит фразу «Я потерял визуальный контакт. Как слышите? Повторяю, как слышите?» (англ. I've lost visual contact. Do you read? Repeat, do you read?).

## В ролях
| Актёр              | Роль                                                              |
| ------------------ | ----------------------------------------------------------------- |
| Ева Аллан          | Елена Арбория подопытная в Институте, дочь Меркурио               |
| Майкл Роджерс      | доктор Барри Найл протеже доктора Арбория и новый глава Института |
| Скотт Хайлендс     | учёный и бывший глава Института Меркурио Арбория                  |
| Мэрилин Норри      | жена Барри Розмари Найл                                           |
| Рондел Рейнольдсон | медсестра Марго                                                   |
| Рой Кэмпсолл       | Сентионавт, одно из существ, созданных в Институте                |
| Крис Готье         | толстый парень, убитый Барри Найлом                               |

## Музыка
Музыкальное сопровождение к фильму написал Джереми Шмидт, клавишник психоделик-рок группы Black Mountain, который на тот момент занимался своим сольным проектом Sinoia Caves. По словам Шмидта, влияние на саундтрек «Чёрной радуги» оказала музыка из фильмов «Сияние» (1980) и «Рискованный бизнес» (1983).
В заключительных титрах играет песня «Anonymous» синти-поп группы SSQ.